# Órla Fallon
Órla Fallon (Knockananna, Irlanda, 24 de agosto de 1974) é uma solista irlandesa, e ex-integrante do grupo Celtic Woman. Foi escolhida pela produtora Sharon Browne e pelo compositor e diretor musical David Downes para integrar o grupo. Ela toca harpa e canta música tradicional irlandesa e considera a escolha da harpa como instrumento musical um marco em sua vida. Já se apresentou para o Papa no Vaticano, para o Presidente da Irlanda, na Basilica "National Shrine" em Washington D.C e em Carnegie Hall. Seu álbum de estréia, The Water is Wide, foi lançado na Europa em 2000 e na América do Norte em 2006. "The water is wide" foi muito bem aceito pela crítica especializada e a levou aos programas de televisão e rádio UTV´s Kelly Show e RTE´s Open house. O álbum inclui canções irlandesas famosas tais como "She moved through the fair", "Carrickfergus" e "Down by the Salley Gardens". Em 2005, ela participou da gravação do álbum dos Duggans chamado 'Rubicon' junto com Moya Brennan e outros integrantes do Clannad. Atuou, gravou e participou de turnês com os grupos Clannad, Anuna e com o oboísta David Agnew.
É vencedora dos campeonatos internacionais "Feis Ceoil" e "Pan Celtic" e viajou em turnês pela Europa e Estados Unidos como solista apresentando não somente música tradicional como também suas próprias composições.
Órla atribui seu amor à música à sua família especialmente à sua avó. "Minha avó era apaixonada pela música, canções, dança e estórias irlandesas".

## Discografia

### Com Celtic Woman
- Celtic Woman
- Celtic Woman: A Christmas Celebration
- Celtic Woman: A New Journey
- The Greatest Journey: Essential Collection

### Solo
- The Water Is Wide (2005)
- Distant Shore (2009)
- Winter, Fire and Snow: A Celtic Christmas Collection (2010)
- Órla Fallon's Celtic Christmas (2010)
- My Land (2011)